# Lachnostylis
Lachnostylis es un género de plantas con flores perteneciente a la familia Phyllanthaceae. Consiste en dos especies nativas de Sudáfrica. A menudo estas especies se incluyen en el género Savia.

## Especies
- Lachnostylis bilocularis
- Lachnostylis hirta